# Borisz Fjodorovics Porsnyev
Borisz Fjodorovics Porsnyev Бори́с Фёдорович По́ршнев (Szentpétervár, 1905. március 7. – Moszkva, 1972. november 26.) szovjet-orosz történész.

## Élete
Apja egy szentpétervári téglagyár tulajdonosa volt. Középiskolai tanulmányait szülővárosában végezte 1922-ben. Felsőfokú tanulmányait a helyi egyetem pedagógia karán kezdte meg, de családja Moszkvába költözése miatt a Moszkvai Egyetem történelmi és pszichológiai karán folytatta. Professzorai tanácsára elvégezte a biológia szakot is, ám tanulmányai végén biológus-diplomáját nem vette át, e döntését később megbánta, mivel e dokumentum hiánya később döntő érvnek bizonyult tudományos ellenfelei számára, akik elutasították a magasabb idegi aktivitás, az evolúciós állattan és más biológiai tudományok területén kifejtett munkásságát. 1926 és 1929 közt a Társadalomtudományi Kutatóintézetek Oroszországi Szövetsége hallgatója volt. Az 1930-as évek elején a 17. századi francia történelemmel kezdett foglalkozni. 1935 és 1941, valamint 1943 és 1946 közt a Moszkvai Pedagógiai Intézet, 1937 és 1941 közt a Moszkvai Filozófiai, Irodalmi és Történelmi Intézet professzora volt. A második világháború kezdetén Kazanyba evakuálták, ahol mint professzor tevékenykedett a Kazanyi Egyetem Történeti és Filológiai karán. Itt védte meg a 17. századi francia történelemről szóló doktori értekezését is. 1943-tól a Szovjetunió Tudományos Akadémiája Történeti Intézetének alkalmazottja lett. Doktori disszertációját 1948-ra monográfiává bővítette, s 1950-ben Sztálin-díjat kapott érte. E munkája sikerét követően Porsnyev egy újfajta, az összes történelmi folyamatot megmagyarázó alaptörvényszerűséget próbált kidolgozni. Aktívan dolgozott a "feudális társadalom törvényének" kidolgozásán (a kapitalista társadalom marxista törvényével analóg módon), megfogalmazta a feudális osztályharc alapját. Elmélete szerint az osztályharc a történelem fő hajtóereje – ez heves vitákat váltott ki a szovjet és a nemzetközi történészek között. Szinte rögeszmésen dolgozott egy olyan törvényen, amely megmagyarázhatja a történelem összes eseményét, de kollégái nem fogadták el elképzeléseit. Később ő maga is felülvizsgálta nézeteit, ennek eredményeképp jelent meg 1964-ben a Феодализм и народные массы című monográfia, amely átdolgozott formában tartalmazta mindazt, amit a feudalizmusról írt az 1940-es évek végén – 1950-es évek elején. Az osztályharc gazdasági alapjait Очерк политической экономии феодализма című művében foglalta össze. Utolsó éveiben a harmincéves háborúval foglalkozott, de erről írt munkája csak posztumusz jelent meg 1976-ban.

## Fontosabb munkái
- Народные восстания во Франции перед Фрондой (1623–1648) (1948)
- Очерк политической экономии феодализма (1956)
- Современное состояние вопроса о реликтовых гоминоидах (1963)
- Мелье (1964)
- Феодализм и народные массы (1964)
- Социальная психология и история (1966)
- Франция, Английская революция и европейская политика в середине XVII в (1970)
- История и психология: Сб. статей (1971)
- Тридцатилетняя война и вступление в неё Швеции и Московского государства (1976)
- Социальная психология и история (1979)
- О начале человеческой истории (проблемы палеопсихологии) (2007)

## Magyarul megjelent művei
- A középkor története és Sztálin elvtárs útmutatása a feudális társadalom "alapvető jellegzetességére" vonatkozóan; VKM, Bp., 1950 (Eötvös Loránd Tudományegyetem Bölcsészkarának jegyzetei)
- Az újkor története I. 1640–1789 (tankönyv, V. V. Birjukoviccsal és Sz. D. Szkazkinnal közösen, 1953)
- A nemzeti történet és a világtörténet kapcsolatának néhány kérdése (Kritikai észrevételek R. Aron „Béke és háború a népek között" c. művéről) (tanulmány, Történelmi szemle, 1969. 1-2. szám)
- Előember? (tanulmány, Galaktika 9., 1974)

## Külső hivatkozások
- Феодализм и народные массы című műve online változata
- Социальная психология и история című műve online változata
- Современное состояние вопроса о реликтовых гоминоидах című műve online változata Archiválva 2010. február 23-i dátummal a Wayback Machine-ben

## Fordítás
- Ez a szócikk részben vagy egészben  a(z)   Поршнев, Борис Фёдорович című orosz Wikipédia-szócikk ezen változatának fordításán alapul.  Az eredeti cikk szerkesztőit annak laptörténete sorolja fel. Ez a jelzés csupán a megfogalmazás eredetét és a szerzői jogokat jelzi, nem szolgál a cikkben szereplő információk forrásmegjelöléseként.